# He Pingping
He Pingping (13. juli 1988 – 13. marts 2010) var ifølge Guinness Rekordbog verdens mindste mand, der var i stand til at gå.
Han målte 73 cm i højden og havde to søstre begge med normal vækst. Ifølge hans far, He Yun, var He Pingping så lille ved fødslen, at han passede i håndfladen af en voksen mand. Det blev derefter klart, at det var et barn der ville vokse meget langsomt.
I marts 2010, blev det meddelt, at han blev indlagt på et hospital i Rom, Italien, og han døde lørdag den 13. marts af hjertekomplikationer.